# Liste russischer Archive
Dies ist eine Liste russischer Archive. Die Archive in Russland werden von der Föderalen Archivagentur / Федеральное архивное агентство (Росархив)|Федеральное архивное агентство (Rosarchivem) organisiert und das Archivmaterial ist Teil des sogenannten Archivfonds der Russischen Föderation. Archive sind entweder staatlich oder nichtstaatlich. Einen wichtigen Teil bilden die von staatlichen Organisationen eingerichteten Archive. Durch die sogenannte "Archivrevolution" wurden zahlreiche Dokumente aus den Archiven der Zeit der Sowjetunion öffentlich zugängig. Archive werden häufig mit ihren Kürzeln genannt, zum Beispiel:
APRF = Archiv des russischen Präsidenten / Архив Президента РФ (АП РФ)
Archiw MB RF (AMBRF) = Archiv des Sicherheitsministeriums der Russischen Föderation (d. h. des früheren KGB)
GARF = Staatsarchiv der Russischen Föderation
RZChIDNI = Russisches Zentrum für die Verwahrung und das Studium von Dokumenten der Neueren Geschichte
ZAMO = Zentralarchiv des Verteidigungsministeriums
ZChSD = Zentrum für die Verwahrung von Dokumenten der Zeitgeschichte
Einige Archive sind unter verschiedenen Namen bekannt, einige wurden umbenannt usw. Zum Beispiel wurde aus dem ehemaligen Zentralen Parteiarchiv der KPdSU in Moskau das Russische Zentrum für die Verwahrung von Dokumenten der Neueren Geschichte РЦХИДНИ / RZChIDN Российский центр хранения и изучения документов новейшей истории (siehe auch: Russisches Staatsarchiv für sozio-politische Geschichte).
Die folgende Übersicht ist größtenteils nach russischen Kürzeln sortiert, sie ist weit gefasst, d. h. enthält z. B. auch einige bedeutende Bibliotheken, Museen usw. Sie erhebt keinen Anspruch auf Aktualität oder Vollständigkeit. Bei Mehrfachnennungen (auch nach verschiedenen Transkriptionen/Transliterationen usw.) wird auf den in der Regel gebräuchlichsten verwiesen.

## Übersicht

### A
- Allgemeine Abteilung des Zentralkomitees # General Department of the Communist Party of the Soviet Union Общий отдел ЦК КПСС[2]

- AMBRF = Archiw MB RF (Archiv des Sicherheitsministeriums der Russischen Föderation, d. h. des ehemaligen KGB)

- APRF АПРФ = Archiv des Präsidenten der Russischen Föderation Архив Президента РФ (auch: Archiv des Russischen Präsidenten)

- ARAN = Archiv der Russischen Akademie der Wissenschaften

- Archiv der Sowjetarmee Российский государственный военный архив Russisches Staatliches Militärarchiv Rossiyskiy gosudarstvennyy voyennyy arkhiv

- Archiv des früheren ZK der KPdSU (beide Abteilungen)

- Archiv für neuere Geschichte

- Archive der Ochrana

- Archiv der Russischen Föderation, siehe Staatsarchiv der Russischen Föderation

### C
- CGA SPb = Zentrales Staatliches Archiv St. Petersburgs

- CDNA = Centr Dokumentacij „Narodnyj Archiv“ / Dokumentationszentrum "Volksarchiv" (Moskau), siehe Narodnyj archiv

- CPA ЦПА ИМЛ = Zentrales Parteiarchiv Центральный партийный архив Института марксизма-ленинизма при ЦК КПСС (Москва) Parteizentralarchiv des Instituts für Marxismus-Leninismus unter dem Zentralkomitee der KPdSU (Moskau)

### D
- Dokumente des ZK der KPdSU und des Politbüros

### G
- Staatsarchiv der Russischen Föderation (GARF) http://www.statearchive.ru/ Государственный архив Российской Федерации Staatsarchiv der Russischen Föderation (Государственный архив Российской Федерации, ГА РФ)

- Geheimarchiv des NKWD

### K
- KGB-Archiv (Moskau)

### M
- Mitrochin-Archiv (Wassili Nikititsch Mitrochin)

### N
- Moskauer «Volksarchiv» (Narodnyj archiv) / Dokumentationszentrum "Volksarchiv" (Moskau) / Centr Dokumentacij „Narodnyj Archiv“ (CDNA)

### P
- Präsidiumsarchiv

### R
- RGADA РГАДА = Russisches Staatsarchiv Alter Akten (Российский государственный архив древних актов) (auch: Russisches Staatsarchiv für alte Urkunden)

- RGAE РГАЭ = Russisches Staatsarchiv für Wirtschaft (Российский государственный архив экономики) (auch: Russisches Staatliches Wirtschaftsarchiv)

- RGANI РГАНИ = Russisches Staatsarchiv für Neueste Geschichte (Российский государственный архив новейшей истории) // Russisches Staatsarchiv für neuere Geschichte (RGANI, früher TsKhSD), Russisches Staatsarchiv für Sozial- und politische Geschichte (RGASPI, früher RTsKhIDNI), Staatsarchiv der Russischen Föderation (GARF) (=Archives of the Soviet Communist Party and Soviet State) // Russisches Staatsarchiv für neuere Geschichte (RGANI, früher TsKhSD)

- RGASPI РГАСПИ = Russisches Staatsarchiv für sozio-politische Geschichte (Российский государственный архив социально-политической истории) // = Russisches Staatsarchiv für Sozial- und Politikgeschichte // Russisches Staatsarchiv für Sozial- und politische Geschichte (RGASPI, früher RTsKhIDNI)

- RGAWMF РГАВМФ = Russisches Staatliches Marinesarchiv (Российский государственный архив военно-морского флота, РГА ВМФ)

- RGIA РГИА = Russisches Staatliches Historisches Archiv (Российский государственный исторический архив)

- RGWA РГВА = Russisches Staatliches Militärarchiv (Российский государственный военный архив) Website

- RGWIA РГВИА = Russisches Staatliches Militärhistorisches Archiv (Российский государственный военно-исторический архив) *

- RGALI РГАЛИ = Russisches Staatsarchiv für Literatur und Kunst (Российский государственный архив литературы и искусства / Rossiiskii Gosudarstvennyy Arkhiv Literatury i Iskusstva / Russian State Archive of Literature and Art)

- RGANTD РГАНТД = Russisches Staatsarchiv für wissenschaftlich-technische Dokumentation (Российский государственный архив научно-технической документации) (englisch Russian State Archive for Scientific-Technical Documentation)

- RGA w g. Samare РГА в г. Самаре = Russisches Staatsarchiv in Samara (Российский государственный архив в Самаре) / «Российского государственного архива в г. Самаре»

- RGAKFD РГАКФД = Russisches Staatsarchiv für Film- und Fotodokumente (Российский государственный архив кинофотодокументов) Russian State Film and Photo Archive

- RGAFD РГАФД = Russisches Staatsarchiv für Tondokumente (Российский государственный архив фонодокументов)

- RGIADW РГИАДВ Russisches Staatliches Historisches Archiv des Fernen Ostens (Российский государственный исторический архив Дальнего Востока)

- RGVA, siehe RGWA

- RGVIA, siehe RGWIA

- RNB РНБ = Russische Nationalbibliothek (Российская национальная библиотека)

- RGB РГБ = Russische Staatsbibliothek

- RZChIDNI РЦХИДНИ = Russisches Zentrum für die Verwahrung von Dokumenten der Neueren Geschichte (Российский центр хранения и изучения документов новейшей истории)

1. ehemaliges Zentrales Parteiarchiv der KPdSU (seit 1992 RZChIDNI) in Moskau # siehe auch Russisches Staatsarchiv für sozio-politische Geschichte # https://www.bsb-muenchen.de/mikro/litup70.htm Russisches Staatsarchiv für Sozial- und politische Geschichte (RGASPI / früher RTsKhIDNI)(Moskau)

### S
- Sonderarchiv Moskau (auch „Zentrum zur Aufbewahrung historisch-dokumentarischer Sammlungen“), siehe Russisches Staatliches Militärarchiv (RGWA)

- Staatliches Historisches Museum

- Staatliches Sonderarchiv, siehe Zentrales Staatliches Sonderarchiv

### Z
- ZAMO ЦАМО (Zentralarchiv des Verteidigungsministeriums) # Zentralarchiv des Verteidigungsministeriums der Russischen Föderation in Podolsk bei Moskau (Zentraljnyj Archiv Ministerstwa Oborony) Российской Федерации Central Archive of the Russian Ministry of Defence Центральный архив Министерства обороны Российской Федерации (ЦА МО РФ)

- ZChSD (Zentrum für die Verwahrung von Dokumenten der Zeitgeschichte)

- Zentrales Staatliches Historisches Archiv (St. Petersburg)

- „Zentrum zur Aufbewahrung historisch-dokumentarischer Sammlungen“ des Russischen Staatlichen Militärarchivs in Moskau